# ×× of the Dead
×× of the Dead（オブ・ザ・デッド）は、SYOKUから2015年8月28日に発売されたアダルトゲーム。

## 解説
本作はSYOKUのデビュー作である『触祭の都』同様、パニックホラーの要素を持った触手もののアダルトゲームである。本作は対人間のドラマにも重きを入れており、群像劇としての要素が強い作品でもある。一般的なアダルトゲームでは各ヒロインと結ばれるエンディングが存在する一方、本作にはそのようなエンディングない代わりに結末の異なる3つのエンディングが存在する。

### 制作
シナリオを担当したのはよこよこ、桜庭丸男、平眼カレイの3人である。このうち、桜庭丸男は、主人公である松原奉一がゾンビに襲われて触手生物へと変わり果てるルートを手掛けたほか、公式ホームページで公開されている体験版とWebドラマのシナリオも手掛けた。桜庭は電撃姫とのインタビューの中で、メーカ側から「えぐそうなストーリーだからぜひ任せたい」というオファーを受けたと述べている。
オファーを受けた際、桜庭はゾンビもののパニックホラーに興味を抱きつつも簡単なことではないと感じており、登場人物の多さを見ても異常事態における人間模様が重要になると考えていた。制作中、元々のプロットの路線変更の指示はなかったが、別の人物からの視点で描いてほしいという指示はあった。
桜庭は公式ホームページ向けのWebドラマのシナリオ執筆に当たり、メーカー側からは自由にしてほしいと指示を受けたため、コミカルな内容に仕立てた。

## あらすじ
20XX年11月のある日、異形の触手生物が主人公・松原奉一らの住む町に現れ、次々と人を襲ってはゾンビに変えていった。なんとか触手生物とゾンビたちから逃げ惑う奉一たちだったが、彼の仲間たちも襲われゾンビ化していった。

## 登場人物
松原 奉一（まつばら ほういち）
本作の主人公。幼少時から空手を習っている。真面目な性格であり、ゾンビ発生前の時点では異性からの好意にも気づいていなかった。
奉一が触手生物になるルートでは、仲間たちが死んでいく中で、少しでも多くの人を助けようと懸命に努力する。
松原 董華（まつばら とうか）
声：南沙耶
奉一の妹。病弱で運動を苦手とする反面勉強は得意。内気な性格をしている一方、兄に対する愛情は強く、周囲からブラコンだとみなされている。
桜上 夏海（さくらうえ なつみ）
声：芹園みや
奉一の幼馴染。勝気な性格をしている一方、奉一への想いに対して素直になれずにいる。
若葉 つつじ（わかば　つつじ）
声：永野らび
奉一たちより一学年上の先輩である弓道部員。幼少時から奉一と夏海を見てきたため、二人の仲を進展させようとしている。奉一に対して思いを寄せているが、許婚がいるため表に出せずにいる。豪快な性格をしているが、家庭的な一面を持つ。
美崎 遥（みさき はるか）
声：四ノ宮ひな
つつじと同学年の女子生徒。かつては弓道部に所属していたが、利き手を強制的に変えさせられそうになったことに反発して退部し、現在ではやさぐれてる。かつて一緒に弓道部に所属していたつつじに対しては複雑な思いを抱いており、距離を置いていたが、ゾンビ発生という異常事態の中で協力し合うようになる。
奉一が触手生物になるルートでは、黒幕に唆されてつつじを殺そうとする。
百草 沙織（もぐさ さおり）
声：凪
夏海の親友。明るい性格だが、そそっかしいところがある。大助に片思いをしている。
イヴェット=ルビー=プレスコット（Yvette = Ruby = Prescott）
声：蒼桐かこ
海外からの留学生。気さくな性格をしており、日本のポップカルチャーから学んだおかしな日本語を口に出すこともある。
稲城 亜衣（いなぎ あい）
声：夏川菜々美
奉一らのクラスの担任。実際に射撃したことがあるほど銃器に対する関心が高く、異常事態の中においてその知識を役立てている。
神武寺 佳奈子
声：ひろは
亜衣の同僚で、合気道にたけている。
六浦 千明
声：飯月文華
亜衣の同僚。運動好きである一方、勉強を苦手としており、数学の質問をされてあわてふためくことがある。上下関係に厳しく、上司の言うことには逆らえないほか、年長者は皆自分より上の立場にあると考えている。
六浦 佳織
声：笹塚真琴
千明の妹で、董華とすみれとは同じクラスの友人である。また、すみれとは幼少期からの幼馴染でもある本好きで、よく図書室にいる。内気で夢見がちな性格をしている。
糀谷 大助
声：健康
奉一の同級生。 夏海へ密かな片思いする一方、沙織からの好意に気付いていない。
井土ヶ谷 すみれ（いどがや すみれ）
声：akko
董華と佳織の同級生で、けだるげな態度をとる。かなりの化学マニアで、よく怪しげな実験をしては何かしらの騒ぎを起こしている。化学以外のことへの関心が乏しい上、テストのときは寝ているため、頭の良さに反して学校での成績は悪い。
津久井 沙耶果（つくい さやか）
声：井上瑞樹
奉一らの通う学園の学園長。
上大岡 瑠美（かみおおおか るみ）
声：御神楽やこ
奉一らの通う学園へ取材に来た記者で、亜衣とは大学時代からの顔見知り。
六郷光弘（ろくごうみつひろ）
声：Bamboo
遥と同学年の男子生徒で、佳奈子とはひそかに付き合っている。生徒会副会長にして、剣道部の副主将であり、いずれの組織においても陰で実権を握っている。
仲木戸 功（なかきど いさお）
声：小次郎
空手部主将。
仲木戸 工己（なかきどたくみ）
声：木塚透希
功の弟で、奉一とは同学年。兄と比較されて育ってきた結果、やさぐれている。
穴守 香月（あなもり かづき）
声：さえき慎
1年生の男子生徒。同学年のすみれに対して片思いしており、つきまとったり彼女の私物を無断で使うといった行動に出ている。
大津　忠常（おおつ　ただつね）
声：村無志渉
亜衣の同僚。
鮫洲 千尋（さめず ちひろ）
声：風来海人
奉一らの住む町の駐在で、ゾンビ発生時にたまたま学園にいた。

## OVA
ホビボックスのショーテンブランドより、『学園侵触 ×× of the Dead』という題名でOVA化された。
- 上巻：2017年4月28日発売
- 下巻：2017年10月27日発売

### OVA版スタッフ
- 監督：石毛るい
- キャラクターデザイン：石毛るい